# 5 frimaire
5 brumaire 5 nivôse
Le quintidi 5 frimaire, officiellement dénommé jour du cochon, est le 65e jour de l'année du calendrier républicain.
C'était généralement le 25e jour du mois de novembre dans le calendrier grégorien.